# شراندو (ویرجینیا)
شراندو (به انگلیسی: Sherando) یک منطقهٔ مسکونی در ایالات متحده آمریکا است که در شهرستان آگاستا، ویرجینیا واقع شده‌است. شراندو ۱۸٫۲ کیلومتر مربع مساحت و ۶۸۸ نفر جمعیت دارد و ۴۴۸ متر بالاتر از سطح دریا واقع شده‌است.